# 迈克尔·奥尔特曼
迈克尔·奥尔特曼（英語：Michael Altman，1975年8月21日—），美国男子赛艇运动员。他曾代表美国参加世界赛艇锦标赛，获得一枚金牌。他也曾参加2008年夏季奥林匹克运动会。